# Stefano Ricci (auteur)
Pour les articles homonymes, voir Stefano Ricci.
 (octobre 2018).
Si vous disposez d'ouvrages ou d'articles de référence ou si vous connaissez des sites web de qualité traitant du thème abordé ici, merci de compléter l'article en donnant les références utiles à sa vérifiabilité et en les liant à la section « Notes et références ».
 (octobre 2018).
- Si vous ne connaissez pas le sujet, laissez ce bandeau (vous pouvez alors contacter les auteurs).
- Si vous supprimez le contenu mis en cause (vous pouvez préalablement contacter les auteurs),

argumentez précisément cette suppression dans la page de discussion
(un manque de référence n'est pas un argument ; une recherche réelle de référence doit avoir été effectuée, être formellement documentée).
Stefano Ricci, né à Bologne en 1966, est un auteur et dessinateur italien de bande dessinée.

## Biographie
Né en 1966 à Bologne, Stefano Ricci vit depuis 2003 à Hambourg. Après plusieurs publications dans différentes revues italiennes indépendantes, il publie en 1989 sa première bande dessinée en Italie, suivie en 1994 de Dottori chez Metrolibri. Deux ans plus tard, il publie en France Tufo, sur un scénario de Philippe de Pierpont. Sa nomination pour le prix du meilleur album au Festival d'Angoulême[réf. nécessaire] 1996 permet à Stefano Ricci d'acquérir une relative notoriété en France. 
S'ensuivent entre 1996 et 2005 une dizaine d'albums, dont Anita (1998) et la Série des Dépôts Noirs (4 albums : 1999, 2002, 2004, 2005), ainsi que de nouvelles publications dans différentes revues.
Parallèlement, Stefano Ricci réalise, en tant que graphiste et illustrateur, des sérigraphies d'art et d'illustrations de presse (notamment pour l'édition italienne de Glamour), ainsi que des collaborations avec le monde de l'édition et du design. Enfin, il collabore également pour la réalisation de films d'animation et par des projections vidéos ou des créations de décors pour le théâtre et la danse (compagnies Leo De Berardinis, le Teatro della Polvere, le Centre de Promotion théâtrale « La Soffita », ou les chorégraphes Raffaella Giordano, Mario Martone, Karine Ponties...).
Depuis 2003, il occupe le poste de directeur artistique de Biancoenero, la revue du Centro Sperimentale di Cinematografia de Rome, et enseigne la bande dessinée et le graphisme contemporain au D.A.M.S. Gorizia à l'Université degli Studi di Udine ainsi qu'à la Fakultat Medien Information und Design de Hambourg. Il est également codirecteur de la maison d'édition Mami Verlag, créée en 2008 avec sa femme Anke Feuchtenberger.

## Ouvrages
- Dottori (Docteurs), éd. Metrolibri, 1994
- Ostaggi nello spazio (Otages de l'espace), éd. Salani, 1994
- Don Giovanni (Don Juan), éd. Salani, 1995
- Il magnifico libro del signor Tutto (Le livre magnifique de Monsieur Tutto), E. Elle, 1995
- Tufo (avec Philippe de Pierpont), éd. Fréon, 1996[1]
- Anita (scénario de Gabriella Giandelli), éd. Fréon, 1998  (ISBN 2-930204-16-8)
- Lamioche, éd. Demoures, 1999
- Nina et Lili, éd. Autremont, 2000
- Dépôt Noir#01, éd. Fréon, 2000
- Dépôt Noir#02, Cent vingt dessins, éd. Frémok, coll. Quadrupède, 2002  (ISBN 2930204389)
- Depositonero#03 (Dépôt Noir), Rome, éd. Tricromia, 2004
- Dépôt Noir#04, Paris, éd. Frémok, coll. Quadrupède, 2005,  (ISBN 2-35065-005-7) ; Milan, éd. Coconino, 2005
- Humus Vertebra, livre-DVD, coédition de Dame de Pic asbl, Mami Verlag, D406 Arte Contemporanea, Inter Logos, 2009
- Filmini, livre-DVD, éd. Mami Verlag, 2010
- Mary Sconta e la gallinella evasa, livre DVD, coéd. L'Arboreto/Mami Verlag, 2011,  (ISBN 8890268190)